# Johan Willem Beyen
Johan Willem Beyen, né à Utrecht le 2 mai 1897 et mort à La Haye le 29 avril 1976, est un banquier, homme politique et diplomate néerlandais. Il est considéré comme l'un des Pères de l'Europe.

## Biographie
Après un doctorat en droit, que Johan Willem Beyen achève à l'âge de 21 ans, il entre à la trésorerie générale de l'État néerlandais et il travaille successivement au service de trois ministres des finances, Simon de Vries, Dirk de Geer, et Hendrik Colijn.
Le 1er janvier 1924 il devint secrétaire de direction de la firme Philips à Eindhoven, poste qui lui permet de participer aux premières réunions à Paris du cartel international des fabricants de lampes électriques en 1925. Cadre dirigeant de plusieurs banques néerlandaises de 1925 à 1933, Johan Willem Beyen est cette année-là nommé par le gouvernement membre du Werkfonds, fondation publique instaurée pour lutter contre le chômage. Il en devint le président en 1934. Quittant le cadre néerlandais, il préside de 1937 à 1940 la Banque des règlements internationaux, à Bâle. Il quitte Bâle pour la direction d'Unilever, à Rotterdam, un poste qu'il n'occupe que quelques mois : les filiales allemandes d'Unilever entretenant des relations particulièrement tendues avec les autorités nazies, Beyen choisit lors de l'invasion allemande de rejoindre le gouvernement en exil à Londres, auquel il offre ses services. Est alors créé pour lui le poste de conseiller financier du gouvernement, qu'il conserve jusqu'en 1952.
Pendant la guerre, Beyen participe à un groupe de réflexion sur les problèmes de l'après-guerre, dont la commission économique, qu'il préside, envisage la constitution de groupements économiques régionaux, notamment en Europe. En juillet 1944, il participe à la conférence de Bretton Woods aux États-Unis, qui dessine le nouvel ordre économique mondial. Si ses propositions n'y sont pas retenues, c'est toutefois à cette conférence que s'exprime une première prise de position commune des pays du Benelux, une coordination qui permet à la Belgique et aux Pays-Bas d'obtenir des sièges dans les institutions créées : le FMI et la BIRD.
En 1952, il est nommé ministre des Affaires étrangères, partageant ce poste avec Joseph Luns, ministre sans portefeuille. Beyen se voit chargé des relations multilatérales : Organisation du traité de l'Atlantique nord, Organisation européenne de coopération économique, Union de l'Europe occidentale et Conseil de l'Europe. Le 11 décembre 1952, Beyen présente à ses cinq partenaires de la Communauté européenne du charbon et de l'acier un memorandum, connu sous le nom de « plan Beyen », qui propose de remplacer l'intégration économique sectorielle par une intégration « horizontale », créant un marché commun européen. Ce plan prévoit également la création d'un fonds d'ajustement pour atténuer les effets négatifs de la libération des échanges. Ce plan est largement intégré dans la Communauté politique européenne (CPE), qui sombre avec l'échec de la Communauté européenne de défense en 1954. Dans la crise qui s'ouvre alors, Beyen maintient son idée d'intégration horizontale, alors que Jean Monnet, président de la Haute Autorité de la CECA, et Paul-Henri Spaak, premier ministre belge, préconisent d'élargir les compétences de la CECA à d'autres secteurs. Cette perspective sera amplifiée jusqu'à l'intégration économique générale préconisée par Beyen, premier pas vers la solidarité européenne. Ce sont donc les pays du Benelux qui proposent collégialement le mémorandum de Beyen lors de la conférence de Messine les 1er et 2 juin 1955. Spaak préside ensuite le comité d'experts gouvernementaux qui prépare les traités de Rome en respectant l'esprit du plan Beyen. Lors de la signature des traités à Rome le 25 mars 1957, le gouvernement italien a la délicatesse d'inviter Beyen, bien que celui-ci ne soit plus ministre depuis 1956, en reconnaissance de son rôle majeur dans la création du marché commun.
En janvier 1958, Johan Willem Beyen devient ambassadeur des Pays-Bas à Paris jusqu'en juillet 1963, date à laquelle il prend sa retraite. Il décède à La Haye le 29 avril 1976.

## Publications
- Johan Willem Beyen, Aperçu sur le développement de l'intégration européenne, Rome, 1957.
- Johan Willem Beyen, « Europese verbondenheid », in Europa, eenheid en verscheidenheid, Acht colleges in het kader van het * * studium generale 1963 aan de Rijksuniversiteit te Leiden. Leyde, A.W. Sijthoff, 1964.
- Johan Willem Beyen, Money in Maelstrom, New York, Macmillan, 1949.

## Distinctions
- Grand officier de l'ordre d'Orange-Nassau